# 北關東防衛局
北關東防衛局（日语：／ Kita-Kantō bōeikyoku */?）是一位於日本埼玉縣埼玉市中央區的防衛省地方防衛局。該局於2007年9月1日由東京防衛設施局改組而來，負責管轄東京都、千葉縣、茨城縣、埼玉縣、群馬縣、栃木縣、長野縣與新潟縣等地的地方防衛事務。
北關東防衛局下設百里防衛事務所、宇都宮防衛事務所、前橋防衛事務所、千葉防衛事務所、橫田防衛事務所、新潟防衛事務所、小笠原出張所等機關。

## 所轄機關的所在地與管轄區域
- 北關東防衛局（本部）

埼玉市中央區新都心2番地1　埼玉新都心合同廳舍2號館
管轄茨城縣、栃木縣、群馬縣、埼玉縣、千葉縣、東京都、新潟縣與長野縣
- 百里防衛事務所

小美玉市小川1853-2
管轄茨城縣
- 宇都宮防衛事務所

宇都宮市明保野町1-4　宇都宮第2合同廳舍内
管轄栃木縣
- 前橋防衛事務所

前橋市大手町2-3-1　前橋地方合同廳舍
管轄栃木縣、群馬縣與長野縣
- 千葉防衛事務所

千葉市中央區中央4-11-1　千葉第2地方合同廳舍
管轄千葉縣
- 橫田防衛事務所

福生市熊川864
管轄東京都（不含特別區、清瀨市、大島支廳管轄區域、三宅支廳管轄區域、八丈支廳管轄區域以及小笠原支廳管轄區域）、埼玉縣（含川越市、秩父市、所澤市、飯能市、東松山市、狹山市、入間市、坂戶市、鶴島市、日高市、入間郡、比企郡與秩父郡）
- 新潟防衛事務所

新潟市中央區美咲町1-1-1　新潟美咲合廳舍1號館
管轄新潟縣
- 小笠原出張所

小笠原村父島宇東町152　小笠原綜合事務所内
管轄小笠原村（含硫磺島與南鳥島）

## 主要幹部
| 官職名稱       | 階級            | 姓名     | 到任日期     | 前任職務         |
| -------------- | --------------- | -------- | ------------ | ---------------- |
| 北關東防衛局長 | 技官            | 平井啟友 | 2016年7月1日 | 沖繩防衛局次長   |
| 次長           |                 | 三輪恒佳 |              |                  |
| 防衛補佐官     | 1等陸佐（上校） | 菅野武彦 | 2015年8月1日 | 第15普通科連隊長 |

## 外部連結
- 北関東防衛局（页面存档备份，存于）